# Louis Lefèvre-Gineau
Louis Lefèvre-Gineau, né à Authe (Ardennes) le 7 mars 1751 et mort le 3 février 1829 à Paris, est un  chimiste et scientifique français.
C'est aussi un homme politique, député des Ardennes à plusieurs reprises.

## Genèse
Lefèvre-Gineau est d'origine modeste, mais un de ses oncles, Nicolas Ury, curé de la localité proche d'Étrépigny, lui donne des rudiments de savoir qui vont lui permettre de briller dans les études de chimie et de physique qu'il accomplira à Reims puis à Paris.
Brillant élève, il est introduit auprès de Louis Auguste Le Tonnelier, baron de Breteuil, diplomate. Il devient un des précepteurs des enfants de cet homme d'État proche de Louis XVI.
Ce préceptorat lui laisse quelque temps libres, qu'il met à profit pour suivre des cours au Collège Royal, dont les cours du mathématicien Jacques Antoine Joseph Cousin, et à l'école des ponts et chaussées. En 1780, à 29 ans, il publie un premier ouvrage scientifique, une édition commentée et complétée de l'analyse de l'infiniment petit pour l'intelligence des lignes courbes, écrit initialement en 1696 par Guillaume François Antoine, marquis de L'Hôpital.
Il devient un des collaborateurs d'Antoine Lavoisier.
En 1783, le baron de Breteuil, devenu ministre de la Maison du Roi, lui fait obtenir une chaire de mécanique transformée en chaire de physique expérimentale au Collège Royal. Il mène en public l'expérience sur la composition chimique de l'eau.

## Enseignant, scientifique et homme politique
En 1789, la révolution éclate. Il est appelé à des fonctions municipales à Paris, comme administrateur des subsistances, poste sensible dans une période de disette. Il fait approvisionner la capitale de céréales, à partir de la Picardie. Il veille également sur le maintien du Collège Royal devenu Collège de France où il continue à enseigner.
Il se marie pour la première fois en avril 1793, à Paris, avec Jeanne Adélaïde Dagneaux. Au moment de la loi contre les suspects, en septembre 1793, il est dénoncé comme « modéré outré », ce qui l'incite pendant quelque temps à se retirer de la vie publique. En décembre de la même année, il adopte un enfant de treize ans, Louis Hercule Viez. En janvier 1794, il acquiert avec son frère des biens nationaux à Etrepigny, les biens de l'ex-châtelain du lieu, le marquis de Moriolles, qui a émigré.
Peu après la fin de la Terreur, en novembre 1794, il retrouve sa chaire au Collège de France. Il est élu membre de l'Académie des sciences en 1795.
Dans le cadre de l'établissement du système métrique, il lui revient, avec le chimiste italien Giovanni Fabbroni, de définir la masse du kilogramme. Une commission sanctionne cette détermination le 30 mai 1799
Il est administrateur du Collège de France de 1800 à 1823. En 1803, il organise les lycées en tant qu'inspecteur général des études. Il est fait chevalier de la Légion d'honneur. En 1808, Napoléon le nomme inspecteur général de l'Université. Il devient également chevalier d'Ainelles, baron d'Empire, par décret du 2 juillet 1808. Il a acheté 169 hectares du bois d'Ainelles, à Balaives et possède désormais bien d'autres propriétés dans cette région des Ardennes).
En 1807, toujours pendant le Premier Empire, il devient député des Ardennes. Son mandat est renouvelé en 1813.

## Traversées du désert
Louis XVIII le nomme inspecteur de l'Université de Paris le 17 février 1815.
Au retour de Napoléon, pendant les Cent-Jours, il est appelé à la Chambre par l'arrondissement de Mézières. A la Seconde Restauration, il est mis d'office à la retraite de ses différents mandats et fonctions.
Cette première traversée du désert s'achève en novembre 1820, quand il est de nouveau élu député des Ardennes. Il est même élu sur deux circonscriptions, celle de Mézières et celle de Vouziers. Il opte pour Mézières, laissant Vouziers à son ami le général Veilande, baron d'Empire, et siège sur les bancs de l'opposition libérale. Il se prononce nettement contre les lois d'exception. En 1824, il échoue aux élections et le ministère le raye de la liste des professeurs du Collège de France, mais avec réserve du traitement.
En 1825, il se fait construire un château néo-gothique à Étrépigny, à l'emplacement d'un ancien château détruit pendant la Révolution française.
En 1827, il réapparaît dans la vie politique, se présente dans les Ardennes et est réélu député, par 134 voix sur 209 votants. Il reprend place dans l'opposition libérale.
Doyen de l'assemblée, il aurait dû prononcer le discours d'ouverture de la session de 1829. Mais il meurt avant, à Paris, le 3 février 1829. Il est enterré au cimetière du Père-Lachaise.

## Armoiries
| Image | Armoiries |
| ----- | --- |
|       | Armes du chevalier Lefèvre-Gineau et de l'Empire Tiercé en fasce, d'azur à deux rencontres de loup d'argent, de gueules au signe des chevaliers, et de sinople à une tête de loup d'argent en rencontre. |